# Stazione di San Vincenzo Valle Roveto
La stazione di San Vincenzo Valle Roveto è la fermata ferroviaria principale del comune di San Vincenzo Valle Roveto. La fermata è ubicata sulla ferrovia Avezzano-Roccasecca.

## Storia
La stazione venne inaugurata nel 1902, in occasione dell'apertura della tratta Avezzano-Sora. Nel 2019 la stazione ferroviaria risulta abbandonata a sé stessa, il fabbricato viaggiatori è murato ma ha una piccola sala d'attesa accessibile dall'unico binario presente.

## Strutture e impianti
Lungo la linea, sia prima che dopo la stazione, ci sono ancora i segnali di protezione ad ala. Non sono più funzionanti e versano in totale stato di abbandono (l'ala risulta mancante).
Nell'estate del 2022 la Stazione, insieme all'intera linea, è stata interessata da lavori di rinnovo dell'armamento e attrezzaggio propedeutico per l'installazione del sistema di segnalamento di ultima generazione di tipo ETCS Regional livello 2/3, che verrà ultimato negli anni successivi.

## Movimento
Il servizio è svolto da Trenitalia secondo contratto di servizio stipulato con la Regione Abruzzo. In totale sono circa 12 i treni che effettuano fermata giornaliera presso la stazione, con destinazioni principali Avezzano e Cassino.

## Servizi
- Sala d'attesa